# Anna Kanakis

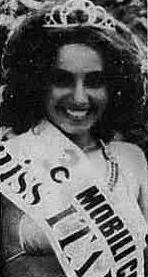
Anna Kanakis im 1977, Miss Italia

Anna Maria Kanakis (* 1. Februar 1962 in Messina, Provinz Messina; † 19. November 2023 in Rom) war eine italienische Filmschauspielerin und Politikerin.

## Leben
Anna Kanakis wurde als Tochter einer italienischen Mutter und eines griechischen Vaters geboren. Mit 15 Jahren wurde sie 1977 nicht nur zur Miss Vulcano gewählt – ein Titel, der in Anspielung auf den Ätna kreiert wurde –, sondern auch zur Miss Italien gekrönt. Der Titel wurde ihr jedoch nachträglich aufgrund ihrer Minderjährigkeit wieder aberkannt. 1981 vertrat die 1,77 m große Kanakis Italien bei der Wahl zur Miss Universum. 1982 lernte sie den Musiker Claudio Simonetti (* 1952) kennen und heiratete ihn. Sie zog mit ihm nach Rom, wo sie seit diesem Zeitpunkt wohnte. Die Ehe blieb kinderlos und wurde 1984 wieder geschieden. Sie war in zweiter Ehe ab 2004 mit dem Bankier Marco Merati Foscarini verheiratet, der damals Präsident der Schweizer Bank BSI SA war.
Anna Kanakis, die 1980 ihr Debüt als Schauspielerin im Film Bello di mamma gab, war über die italienischen Landesgrenzen hinaus kaum bekannt. 1991 trat sie in der Miniserie Die junge Katharina vor die Kamera, dem 2006 Das Ende der Götter folgte, in der sie Claudia Procula verkörperte. Insgesamt wirkte sie in rund 30 Spielfilmen und Miniserien mit.
Zwischen 1996 und 1999 existierte in Italien die christdemokratische Partei Unione Democratica per la Repubblica (UDR), in der Kanakis Parteimitglied und Sprecherin für kulturelle und Medienangelegenheiten war.
Anna Kanakis starb am 19. November 2023 im Alter von 61 Jahren nach langer Krankheit in Rom.

## Filmografie (Auswahl)
- 1982: Wild trieben es die alten Hunnen (Attila flagello di Dio)
- 1983: Besonderes Kennzeichen: Bellissimo (Segni particolari: bellissimo)
- 1983: Fireflash – Der Tag nach dem Ende (2019 dopo la caduta di New York)
- 1983: Metropolis 2000 (I nuovi barbari)
- 1989: Der König von Sizilien ('O Re)
- 1991: Die junge Katharina (Young Catherine)
- 1991: Michelangelo – Genie und Leidenschaft (A Season of Giants)
- 2006: Das Ende der Götter (L’inchiesta)